# Villa Huidobro
Villa Huidobro is een plaats in het Argentijnse bestuurlijke gebied General Roca in de provincie Córdoba. De plaats telt 5.155 inwoners.

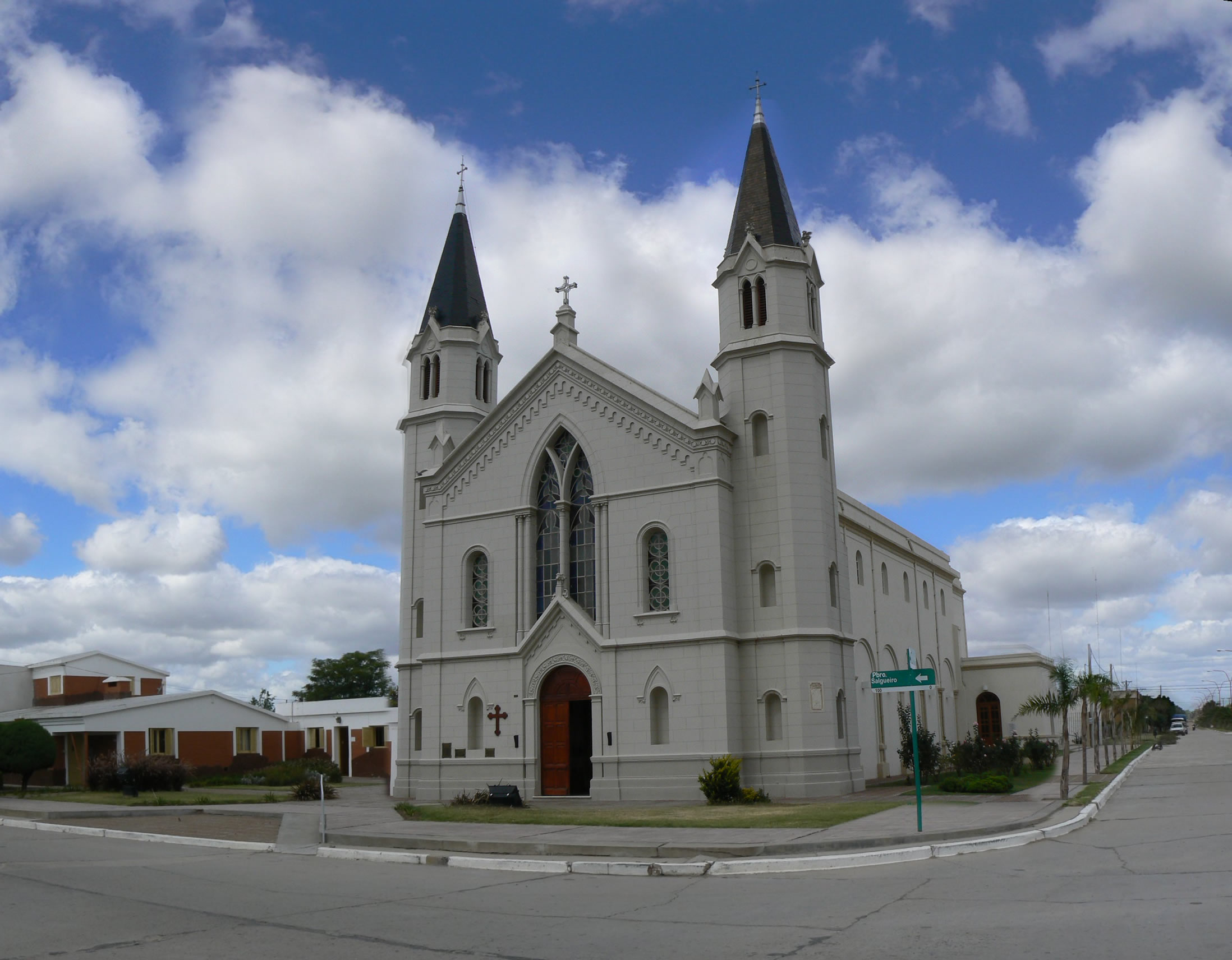